# SM U-82 (1916)
SM U-82 – niemiecki okręt podwodny typu U-81 zbudowany w Friedrich Krupp Germaniawerft w Kilonii w latach 1915-1916. Wodowany 1 lipca 1916 roku, wszedł do służby w Cesarskiej Marynarce Wojennej 16 września 1916 roku. 18 października 1916 roku został przydzielony do IV Flotylli pod dowództwem kapitana Hansa Adama. U-82 w czasie jedenastu patroli zatopił 36 statków nieprzyjaciela o łącznej wyporności 110,160 GRT, oraz trzy statki uszkodził, o łącznej wyporności 32,914 GRT. 
W czasie pierwszego patrolu u wybrzeży Danii U-82 zatopił pięć niewielkich statków żaglowych, cztery duńskie „Dorit” (5 XII 1916, 247 GRT), „Christine” (6 XII 1916, 169 GRT), „Robert” (6 XII 1916, 353 GRT), „Gerda” (10 XII 1916, 287 GRT) oraz jeden norweski (5 XII 1916, 879 GRT).
W czasie drugiego patrolu, w styczniu 1917 roku, tym razem po Morzu Celtyckim U-82 zatopił kolejne pięć statków nieprzyjaciela, w tym 2 stycznia 1917 roku francuski parowiec SS „Omnium” o wyporności 8719 GRT. Statek płynął z Nowego Orleanu do St. Nazaire.
30 kwietnia 1918 roku Hans Adam został zastąpiony przez kapitana Heinricha Middendorffa
5 września 1918 roku U-82 storpedował amerykański statek transportowy, przewożący amerykańskich żołnierzy do Francji, USS „Mount Vernon”. Był to zajęty w kwietniu 1917 roku w Bostonie niemiecki pasażerski transatlantyk „Kronprinzessin Cecilie” o wyporności 18,372 GRT. Uszkodzony „Mount Vernon” dopłynął do portu w Brest. W wyniku ataku śmierć poniosło 36 osób.
Ostatnim zatopionym przez U-82 statkiem, 16 września 1918 roku, był brytyjski parowiec „Madryn”, który płynął z ładunkiem węgla z Penarth do Devonport.
Okręt został poddany 16 stycznia 1916 roku Royal Navy i zniszczony w Blyth pomiędzy 1919 a 1920 rokiem.